# Фаттахов, Лотфулла Абдульменович
Лотфулла Абдульменович Фатта́хов (тат. Лотфулла Әбделмән улы Фәттахов; 1918—1981) — советский татарский художник, живописец и график. Народный художник РСФСР (1980). Лауреат Сталинской премии третьей степени (1951).

## Биография
Родился 27 сентября 1918 года в деревне Анда (ныне Сергачского района Нижегородской области) в семье крестьянина-середняка. У него было три брата. Его семья происходила из рода служилых татар-мишарей. Отец погиб во время Гражданской войны, мать Шахида умерла во время голода в 1926 году, и его с братьями кормили односельчане.
С детства любил рисовать, а также писать стихи и рассказы. После публикации его произведений и рисунков в татарской пионерской газете «Пионер калэме» в возрасте 13-ти лет пешком отправился в Казань, где начал учиться в татарской школе Ново-Татарской слободы. Его взяла к себе многодетная семья его одноклассника Х. А. Якупова.
По окончании 7-летней школы друзья поступили в Казанское художественное училище, где проучились до 5-го курса, когда началась Советско-финская война. Вдвоём отправились добровольцами на войну. В январе 1940 года Л. Фаттахов, который был уже курсантом полковой школы младших командиров, отправлен служить в город Цехановец близ Бреста, в 86-ю стрелковую дивизию.
С началом Великой Отечественной войны вместе с другими бойцами подразделений дивизии попал в Белостокский котёл. Попав в бессознательном состоянии в немецкий плен, переведён в концлагерь в Линген. Из-за тяжёлой контузии на три месяца потерял слух и речь. Пробыв 3 года в немецких концлагерях, неоднократно пытался бежать, и в конце концов сумел это сделать, оказавшись во Франции. Там он вступил в Движение Сопротивления.
Во время войны продолжал рисовать. После войны посвятил себя написанию картин. В 1946 году стал членом СХ СССР. Через год после войны его командируют в Москву, где он в течение двух месяцев учится у Б. В. Иогансона в Центральной студии Всехудожника
На всю жизнь сохранил весёлый, легкий, жизнерадостный характер, у него было много друзей. Обладал высокой работоспособностью, мог писать картины от рассвета до заката.
Скончался 17 июня 1981 года. У него остались дочь и два сына.

## Творчество
Его творчество было посвящено в основном селу — он рисовал деревенский пейзаж, портреты людей села, деревенские жанровые зарисовки.
Рисовал также иллюстрации к сказкам, рассказам. Обладая хорошим чувством юмора, делал шаржи, много лет работы художника публиковались в журнале «Чаян». Работал в Татхудожнике, сотрудничал с Таткнигоиздатом.
Картины Лотфуллы Фаттахова:
- «Свежие срубы»
- «Сабантуй»
- «Пути-дороги»
- «Хлеба созрели»
- «Подписание В. И. Лениным Декрета об образовании Татарской АССР» (в соавторстве с Х. А. Якуповым)
- «Комиссар Мулланур Вахитов»
- «Утро секретаря райкома»
- «Портрет рядового Ивана Калитина» (1946)
- «Встреча с вождём» (1949)
- «Незабвенная Зоя» (1951)
- «9 мая в деревне»
- «Песня о Родине»
- «Весенние краски» (не дописана)

## Награды и достижения
- Сталинская премия третьей степени (1951) — за картину «Подписание В. И. Лениным Декрета об образовании Татарской АССР» (1951 год)
- орден Трудового Красного Знамени
- заслуженный деятель искусств ТАССР (1957)
- заслуженный деятель искусств РСФСР (1957)
- Республиканская премия имени Габдуллы Тукая (1958)
- народный художник РСФСР (1980)

## Память

Мемориальная доска в Казани

Именем Лотфуллы Фаттахова названа улица в посёлке Большие Дербышки в Казани.